# 1310 Villigera
1310 Villigera este o planetă minoră (asteroid), cu un diametru de , din Mars-crossing asteroid[*]. A fost descoperită pe 28 februarie 1932 la Observatorul din Hamburg de Friedrich Karl Arnold Schwassmann⁠(d) și a fost numită după Walther Augustin Villiger⁠(d). 
Obiectul prezintă o orbită caracterizată de o semiaxă mare de 2,3930712 UAi, o excentricitate de 0,356065, o înclinație de 21,05852 ° în raport cu ecliptica.